# Overhespen
Overhespen is een dorp en deelgemeente van de gemeente Linter in de provincie Vlaams-Brabant. Overhespen was een zelfstandige gemeente tot aan de gemeentelijke herindeling van 1971.

## Geschiedenis
Bij de definitieve vastlegging van de taalgrens in 1963 werd het Nederlandstalige Overhespen overgeheveld van het Arrondissement Borgworm in de Provincie Luik naar het Arrondissement Leuven in de toenmalige Provincie Brabant.
In 1971 fuseerde Overhespen met Neerhespen, Melkwezer en Orsmaal-Gussenhoven tot de nieuwe gemeente Orsmaal. Bij de  gemeentelijke herindeling van 1977 werd deze pas gevormde gemeente ontbonden en gingen deze vier dorpen samen met Drieslinter en Neerlinter op in de nieuwe fusiegemeente Linter.

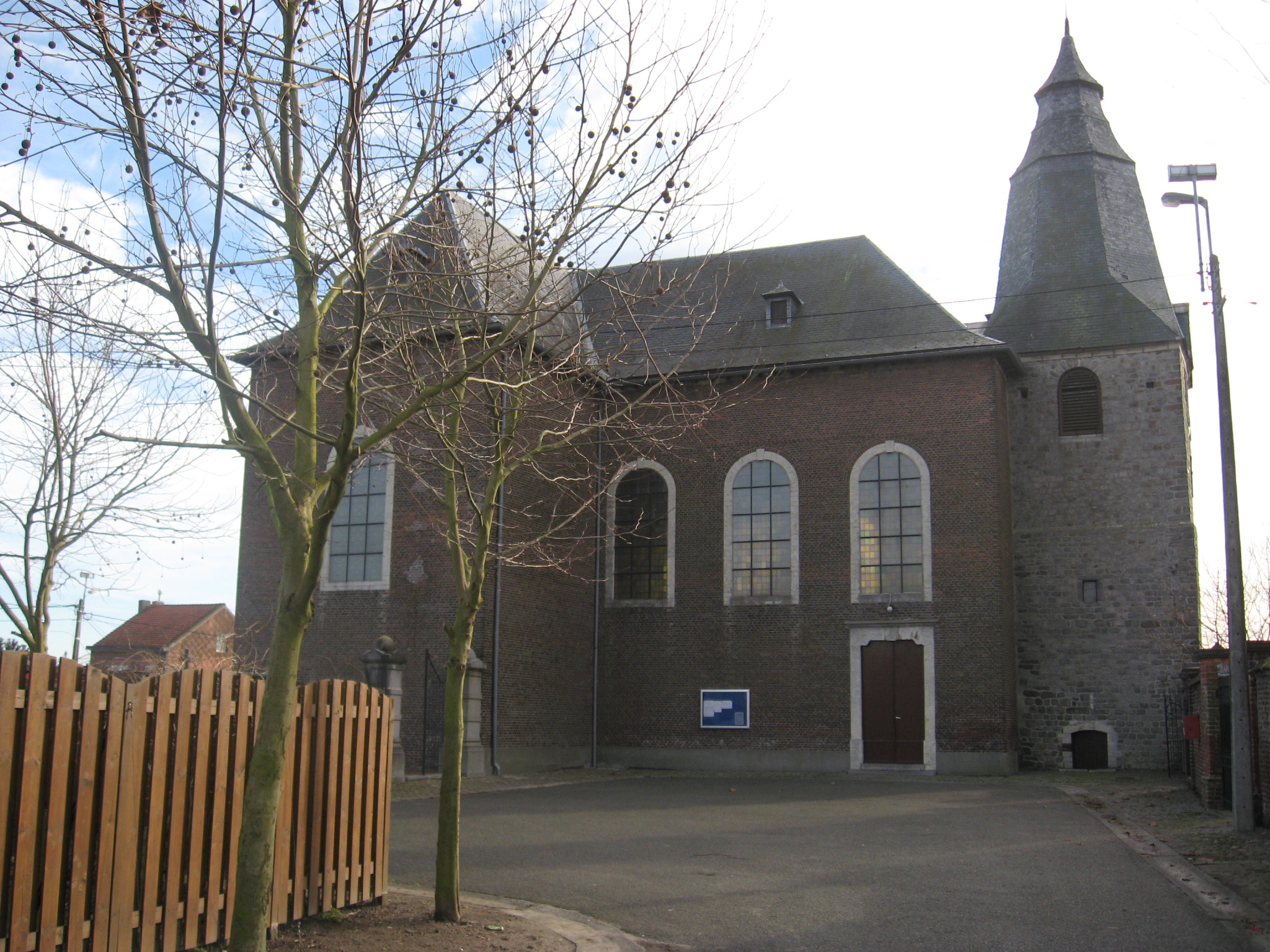
Sint-Sulpitiuskerk

## Bezienswaardigheden
- De Sint-Sulpitiuskerk

## Natuur en landschap
Overhespen ligt op het Haspengouws Plateau op een hoogte van 38-67 meter. Het ligt aan de Kleine Gete.

## Toponymie
Het toponiem Hespen, later onderscheiden met Neer- en Over-, is niet met zekerheid te verklaren. Volgens de meest gangbare uitleg gaat het eerste lid terug op Germaans *hasp, dat weide betekent. Hespen is van deze wortel afgeleid met een Romaans n-suffix, zoals Kempen is afgeleid van Romaans campania "(hoog)vlakte". Omdat het n-suffix doorgaans dient om waternamen te vormen, ziet Herbillon in Hespen eerder een waternaam *absa, bij de wortel *ab ("water"). De begin-H van Hespen is volgens Herbillon een Germaanse aanpassing.
Deze toponymie roept echter veel vraagtekens op. Gysseling probeert de naam Haspengouw/Hesbaye te verklaren vanuit het Germaanse Hasibanja. Daarin zit Hasia, een genitief meervoud van Hasiz, dat evolueerde tot de Germaanse volkerennaam Hessen + banna ("rechtsgebied").
De vormen van Hespen, resp. Neerhespen en Overhespen op een rij:
- Hespen: 980 Hasbina, 1115 Hesbines, 1139 Hespinne/Hespine, 1321 in hespinne, circa 1350 hespene, enz.
- Neerhespen: 1321 in hespinne inferiori, 1324 nederhespen, enz.
- Overhespen: 1321 in hespine superiori, in ouerhespinne (ouer, lees: over), enz.[1]

## Demografische ontwikkeling
- Bronnen:NIS, Opm:1831 tot en met 1970=volkstellingen

## Nabijgelegen kernen
Wange, Neerhespen, Gussenhoven, Wommersom, Hakendover
Deelgemeenten: Drieslinter · Melkwezer · Neerhespen · Neerlinter · Orsmaal-Gussenhoven · Overhespen · Wommersom

Belgische gemeenten · Arrondissement Leuven · Vlaams-Brabant · Vlaanderen